# Clark County (Missouri)
Das Clark County ist ein County im US-amerikanischen Bundesstaat Missouri. Im Jahr 2020 hatte das County 6634 Einwohner und eine Bevölkerungsdichte von 5,1 Einwohnern pro Quadratkilometer. Der Verwaltungssitz (County Seat) ist Kahoka, der nach dem gleichnamigen Indianervolk benannt wurde.

## Geografie
Das County liegt im äußersten Nordosten von Missouri und grenzt im Norden – getrennt durch den Des Moines River – an Iowa. Im Osten grenzt es an Illinois, von dem es durch den Mississippi getrennt ist. Es hat eine Fläche von 1326 Quadratkilometern, wovon zwölf Quadratkilometer Wasserfläche sind. An das Clark County grenzen folgende Nachbarcountys:
| Van Buren County (Iowa) | Lee County (Iowa) |                           |
| Scotland County         |                   | Hancock County (Illinois) |
| Knox County             | Lewis County      |                           |

## Geschichte

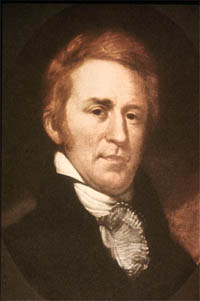
W. Clark

Das Clark County wurde am 16. Dezember 1836 aus ehemaligen Teilen des Lewis County gebildet. Benannt wurde es nach William Clark (1770–1838), dem Führer der Lewis-und-Clark-Expedition und späteren Gouverneur des Missouri-Territoriums (1813–1820).

## Demografische Daten
Nach der Volkszählung im Jahr 2010 lebten im Clark County 7.139 Menschen in 2.994 Haushalten. Die Bevölkerungsdichte betrug 5,4 Einwohner pro Quadratkilometer. In den 2.994 Haushalten lebten statistisch je 2,39 Personen.
Ethnisch betrachtet setzte sich die Bevölkerung zusammen aus 98,2 Prozent Weißen, 0,3 Prozent Afroamerikanern, 0,1 Prozent amerikanischen Ureinwohnern, 0,3 Prozent Asiaten sowie aus anderen ethnischen Gruppen; 1,0 Prozent stammten von zwei oder mehr Ethnien ab. Unabhängig von der ethnischen Zugehörigkeit waren 0,6 Prozent der Bevölkerung spanischer oder lateinamerikanischer Abstammung.
24,1 Prozent der Bevölkerung waren unter 18 Jahre alt, 58,2 Prozent waren zwischen 18 und 64 und 17,7 Prozent waren 65 Jahre oder älter. 50,0 Prozent der Bevölkerung war weiblich.

Das jährliche Durchschnittseinkommen eines Haushalts lag bei 35.713 USD. Das Prokopfeinkommen betrug 22.825 USD. 15,4 Prozent der Einwohner lebten unterhalb der Armutsgrenze.

## Ortschaften im Clark County
Citys
- Alexandria
- Kahoka
- Wayland
- Wyaconda

Villages
- Luray
- Revere

Unincorporated Communities
| - Anson - Antioch - Ashton - Athens - Chambersburg | - Clark City - Fairmont - Medill - Neeper - Peaksville | - St. Francisville - St. Patrick - Winchester |

## Gliederung
Das Clark County ist in 13 Townships eingeteilt:
| Township            | Einwohner (2010) | FIPS     |
| ------------------- | ---------------- | -------- |
| Clay Township       | 378              | 29-14302 |
| Des Moines Township | 959              | 29-19234 |
| Folker Township     | 216              | 29-24922 |
| Grant Township      | 92               | 29-28414 |
| Jackson Township    | 434              | 29-35684 |
| Jefferson Township  | 213              | 29-36746 |
| Lincoln Township    | 2538             | 29-42662 |
| Madison Township    | 763              | 29-45362 |
| Sweet Home Township | 304              | 29-71872 |
| Union Township      | 313              | 29-74554 |
| Vernon Township     | 177              | 29-75868 |
| Washington Township | 181              | 29-77290 |
| Wyaconda Township   | 571              | 29-81160 |